# Hordeum arizonicum
Hordeum arizonicum är en gräsart som beskrevs av Guillermo Covas. Hordeum arizonicum ingår i släktet kornsläktet, och familjen gräs. Inga underarter finns listade i Catalogue of Life.